# Santa María Xonacatepec
Santa María Xonacatepec (del náhuatl: xonaca, -tepetl ‘cebolla, cerro de’‘En el cerro de las cebollas’) es una localidad ubicada en el municipio de Puebla, en el estado de Puebla, México. Según el censo de 2020, tiene una población de 17 215 habitantes.
Está conurbada a  la capital del estado, la ciudad de Puebla de Zaragoza.

## Localización y demografía
Santa María Xonacatepec se encuentra hoy localizada en el noroeste del municipio de Puebla y de la ciudad de Puebla de Zaragoza, en las primeras estribaciones de las faldas del volcán Malintzin; debido a ello, en su entorno se encuentran barrancas formadas por las corrientes de arroyos que desde el pico volcánico descienden hacia el valle poblano.
Se localiza en las coordenadas geográficas 19°05′14″N 98°06′14″O / 19.08722, -98.10389, a una altitud de 2340 metros sobre el nivel del mar. Se encuentra conurbada con la ciudad de Puebla de Zaragoza y su principal vía de comunicación con ella es la antigua carretera, hoy denominada Avenida Xonacatepec, de la misma capital. Santa María Xonacatepec se encuentra aproximadamente un kilómetro al norte de la Carretera Federal 150D o Autopista México-Veracruz.
De acuerdo con los resultados del Censo de Población y Vivienda de 2020 llevado a cabo por el Instituto Nacional de Estadística y Geografía, la población total de Santa María Xonacatepec es de 17 215 habitantes, de los que 8419 son hombres y 8796 son mujeres. Esto la convierte en la segunda población con mayor número de habitantes del municipio de Puebla, superada solamente por la cabecera municipal.

## Historia
El origen de la población de Santa María Xonacatepec es desconocido. Sin embargo, existen registros del censo de su población al menos desde 1900, momento en el cual pertenecía al entonces municipio de Resurrección, situación que cambió por decreto del 4 de abril de 1922, en que fue segregada de Resurrección e incorporada al municipio de Puebla.
Santa María Xonacatepec tiene el carácter de junta auxiliar del municipio de Puebla.